# 太田牛一
太田 牛一（おおた ぎゅういち / うしかず / うしかつ）は、戦国時代から江戸時代初期にかけての武将、官僚。『信長公記』などの軍記と伝記の著者。官位は和泉守。通称は又助（又介）あるいは和泉を用いた。

## 諱
諱は天正9年（1581年）までの文書では「信定」と署名しているのが確認できる。その後の書状では、年代の確実なもので古いものは天正17年（1589年）から「牛一」と署名して、晩年までこれを続けた。そのため信長の死んだ天正10年（1582年）前後に諱を変えたのではないかと言われている。また平家語り一方流琵琶法師が名乗りの一文字の末尾に「一」を付けるので、それに倣ったという説もある。

## 生涯
大永7年（1527年）、尾張国春日井郡山田荘安食村（現・愛知県名古屋市北区）のおそらく土豪の家に生まれる。
成願寺において僧侶をしていたが、還俗し斯波義統の家臣となる。天文23年（1554年）7月12日の義統殺害の後、那古野城の織田信長の保護を求めた遺児の斯波義銀に付いて織田家に行った可能性がある。天文23年（1554年）、信長の家臣・柴田勝家に仕え足軽衆となる。同年7月18日、安食の戦いに参加する。義統弔い合戦の意味もあったと思われる。弓の腕を認められ信長の直臣となり、弓3人鑓3人の「六人衆」の一員となり近侍衆となる。永禄7年（1564年）、美濃斎藤氏の堂洞城攻略では二の丸の門近くの建物の高い屋根から弓を射て活躍し信長に褒められ知行を増やされる。
その後は近習の書記となる。後には安土城下で屋敷を持ち、信長に近侍する官僚（吏僚）として、永禄12年（1569年）から天正10年（1582年）にかけて丹羽長秀の与力として、京の寺社との間の行政を担当する。ただし、天正5年（1576年）5月石山合戦で天王寺砦で原田直政討ち死にの危機の際には、動員され出陣している（『教如上人御伝略抄』）。同時代の『賀茂別雷神社文書』には、同社から牛一に筆がしばしば贈られた記録が見える。他に長束正家やその弟直吉といった吏僚仲間にも贈られていることから、牛一も賀茂社から筆を贈るにふさわしい人物として認識されており、これを用いて『信長公記』の元になる記録を付けていたとも想像される。本能寺の変後は丹羽長秀に2,000石で仕え、柴田勝家との戦いのため坂本城に長秀に従い参陣する。後に天正13年（1585年）の長秀没後は丹羽長重に加賀国松任で仕えるが、公務は息子に譲り同地で一時隠居する。
しばらくして豊臣秀吉に召し出され、天正17年（1587年）から洛南の行政官僚となり再度寺社行政と検地なども担当し、この年から山城国加茂六郷を検地する。天正18年（1588年）には淀城を拠点にし、南山城と近江国浅井郡の代官も兼任する。天正20年（1590年）、肥前国名護屋へ秀吉に従軍し、道中の人足や馬を配分する奉行に就く。名護屋では名護屋城の建築工事の差配をする。文禄元年（1592年）の文禄の役では城の留守番衆として詰める。文禄3年（1594年）、大阪に戻る。文禄5年（1596年）5月9日、豊臣秀頼の初の上洛に供奉する。この時に後陽成天皇に『太閤御代度々御進発之記』を献上する。慶長3年（1598年）3月15日の醍醐の花見では秀吉の側室・三の丸殿の警護を務めた。同年3月17日、醍醐寺三宝院で門跡・義演から信長から秀頼までの記録を書いたと紹介され一部暗誦もした。
同年9月18日の秀吉の没後は豊臣秀頼に仕えた。慶長6年（1601年）までに『関ヶ原合戦双紙』を徳川家康に献上し、11月7日中井宗茂にも進上する。慶長11年（1606年）、南禅寺金地院の河内真観寺領の代官になる。慶長12年（1607年）頃、『関ヶ原合戦双紙』奥書で自分の著作をまとめて「五代之軍記」と名付ける。慶長16年（1611年）3月28日、秀頼の家康との京都二条城での会見への上洛に供奉する。
牛一は長寿かつ壮健で慶長15年（1610年）、84歳時の書も残っている。しかし、感冒で重体となり、体力が低下したが回復する。隠居しないまま大阪城東南の重臣の屋敷地区の大坂玉造で慶長18年（1613年）3月に病死する。大阪府池田市の佛日寺太田家嫡男一門の墓に子孫が平成期に立てた墓票に名前がある。

## 評価
記録作者として優れ、信長・秀吉・秀次、秀頼、家康の軍記・伝記を著述したが、信長の一代記である『信長公記』が、その綿密さと史料性の高さから特に有名である。戦記としても軍事的に正確で研究対象となっている。江戸時代の通常の編纂物や軍記物とは一線を画している。長篠の戦いを描いた屏風『長篠合戦屏風』は、地形は前後に縮小されているがおおむね『信長公記』通りであり、その信憑性を高めている。人の行為、戦争や生死に対しては、天道が定めているという運命論者であり、信長の虐殺も淡々と事実を描くが批判はしない。他には安土城についても細部まで正確に記録しており、上層の絵の位置が一部入れ替わっているという違いはあるが、加賀藩伝来の天守指図の発見で裏付けられた。

## 子孫
嫡男の又七郎牛次は秀頼家臣の青木一重に仕え、大坂夏の陣の豊臣氏滅亡後は津藩の藤堂高虎に仕えるが、摂津麻田藩の青木家に戻り、以来、麻田藩士として続いた。『信長公記』の写本を現在子孫の太田直憲が所有しており、その成立の過程を解明できるものとして研究が進められている。
他の子の小又助は丹羽家、織田信雄、豊臣秀吉に仕え、その孫の宗古が浪人後、寛永18年（1641年）より前田利常に仕え、以来、加賀藩士として続いた。富山県に子孫大田家が残る。富山県公文書館に、現所蔵者から加賀大田家伝来文書が寄託された。『信長公記』写本（「首巻」も含む）、「系図帳」文政7年（1824年）10月、「先祖由緒一類付帳」慶応2年（1866年）9月。

## 著作
- 『信長公記』（「信長記」、「安土記」、「安土日記」）
- 『大かうさまくんきのうち』（「太田牛一雑記」）
- 『関ヶ原合戦双紙』[24]（「太田和泉守記」、「内府公軍記」）
- 『高麗陣日記』[25]
- 『関東軍記』[26]
- 『別本御代々軍記』[27]（「太田牛一旧記」）
- 『太閤御代度々御進発之記』
- 『豊国大明神臨時御祭礼記録』
- 『今度之公家草紙』（「猪熊物語」）慶長15年
- 『新門跡大坂退散之次第』[28]

## テレビ番組
- 歴史秘話ヒストリア あなたの知らない信長の素顔 〜英雄を記録した男 太田牛一の生涯〜（2015年6月17日、NHK）[29]